# 馬爾瓦杜河
馬爾瓦杜河（僧伽羅語：මල්වතු ඔය，英語：Malvathu River），是斯里蘭卡西北部的一條河流。幹流河長164 km（102 mi），連結曾經作為超過15個世紀首都的古都阿努拉德普勒與海岸城市馬納。它是全國第二長河，具有深遠的歷史象徵。河流的北段，亦或是整條河流，曾經被稱為阿魯維阿魯河（Aruvi Aru）。